# Polens parlamentsvalg 1997
Polens parlamentsvalg 1997 blev afholdt 21. september.
Valgdeltagelsen var henholdsvis 47,93 % (til Sejmen) og 47,92 % (til senatet).

## Valg til Sejmens tredje embedsperiode

### Resultat
|  | Valgbestyrelse                                       | Stemmer   | % af stemmer | Mandater | % af mandater |
|  | ---------------------------------------------------- | --------- | ------------ | -------- | ------------- |
|  | Solidarność' Valgaktion                              | 4 427 373 | 33,83%       | 201      | 43,7%         |
|  | SLD                                                  | 3 551 224 | 27,13%       | 164      | 35,7%         |
|  | Frihedsunionen                                       | 1 749 518 | 13,37%       | 60       | 13,0%         |
|  | Det Polske Folkeparti                                | 956 184   | 7,31%        | 27       | 5,9%          |
|  | Bevægelsen for Polens Genopbygning                   | 727 072   | 5,56%        | 6        | 1,3%          |
|  | Arbejdsunionen                                       | 620 611   | 4,74%        | -        | -             |
|  | Pensionistpartiet                                    | 284 826   | 2,18%        | -        | -             |
|  | Republikkens Højrefløjsunion                         | 266 317   | 2,03%        | -        | -             |
|  | Pensionistalliancen                                  | 212 826   | 1,63%        | -        | -             |
|  | Den Nationale-Kristelige-Demokratiske Blok for Polen | 178 395   | 1,36%        | -        | -             |
|  | Det Tyske Mindretal                                  | (mangler) | 0,39%        | 2        | (mangler)     |

## Valg til senatets fjerde embedsperiode

### Resultat
|  | Valgbestyrelse                     | Mandater |
|  | ---------------------------------- | -------- |
|  | Solidarność' Valgaktion            | 51       |
|  | SLD                                | 28       |
|  | Frihedsunionen                     | 8        |
|  | Bevægelsen for Polens Genopbygning | 5        |
|  | Det Polske Folkeparti              | 3        |
|  | Uafhængige kandidater              | 5        |